# Вильстер
Вильстер (нем. Wilster) — город в Германии, в земле Шлезвиг-Гольштейн. 
Входит в состав района Штайнбург.  Население составляет 4487 человек (на 31 декабря 2010 года). Занимает площадь 2,71 км². Официальный код  —  01 0 61 113.

## Фотографии
- Церковь
- Ратуша
- Ратуша